# 项家宅院
项家宅院，位于原闵行老街南北大街94号，现位于上海市闵行区江川路街道星河景苑小区内，于2000年9月30日被列为闵行区文物保护单位。占地面积509.5平方米，总建筑面积474平方米。

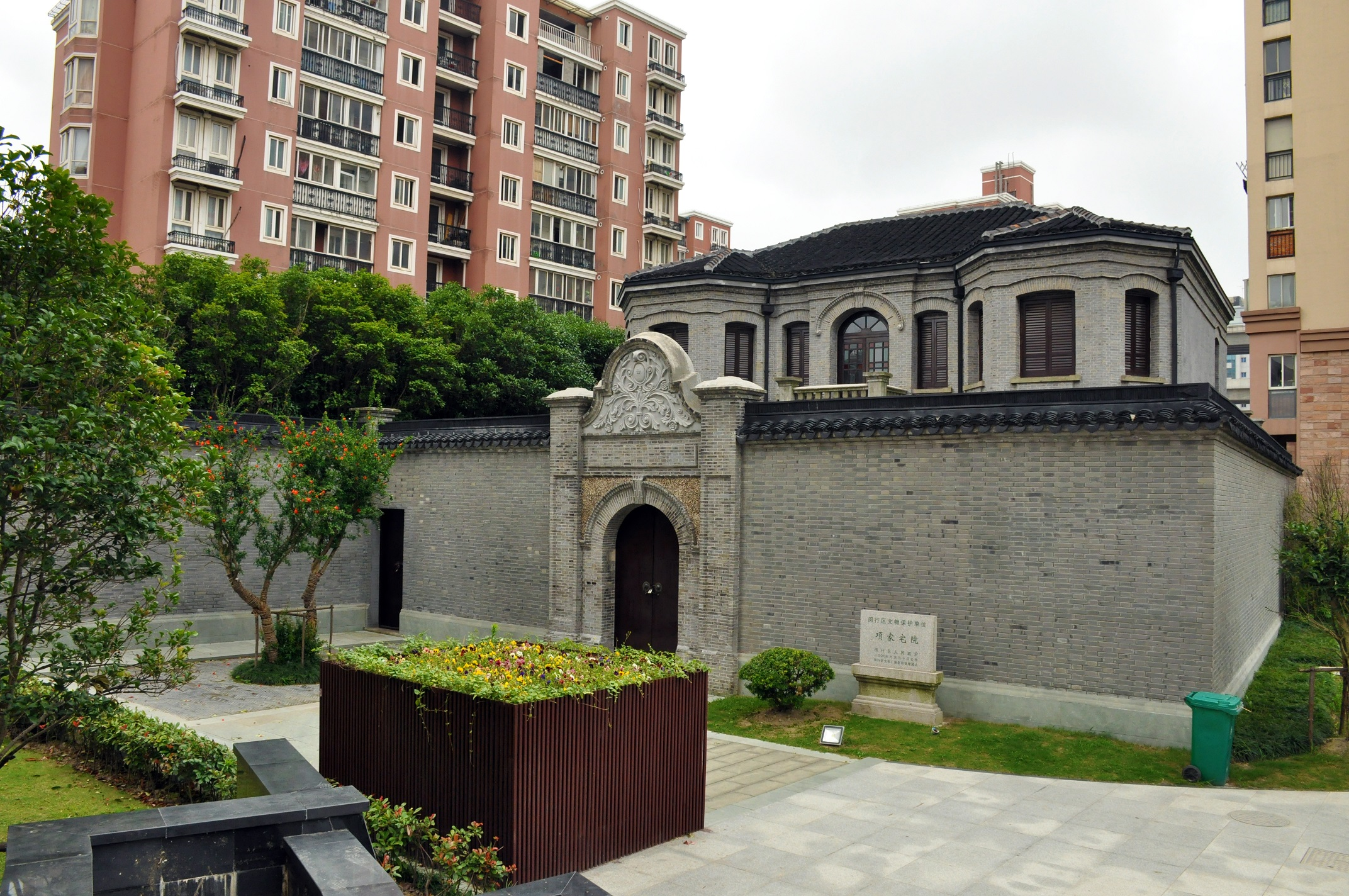
项家宅院

## 历史
项镇方于1916年购下房基地。次年拆除原址旧房屋，建沿街楼房。1918年建正屋楼房及书房小屋。1935年，宅院全面建成。
2013年起，由上海闵行房地（集团）有限公司出资修复。项家宅院所在的星河景苑小区正是由闵行房地集团完成的，而星河景苑是闵行房地集团完成的闵行老街改造项目。

## 现状
项家宅院现存东西两栋二层楼房，一栋面向南方，一栋面向东方。面东楼房正对参观入口，正立面中间内凹，有阳台。